# Pherecydes lucinae
Pherecydes lucinae är en spindelart som beskrevs av Ansie S. Dippenaar-Schoeman 1980. Pherecydes lucinae ingår i släktet Pherecydes och familjen krabbspindlar. Inga underarter finns listade i Catalogue of Life.